# Strangulation
Strangulation (av latin: strangulare, 'strypa', 'kväva') är en strypning eller sammansnörning av ett mänskligt organ, med cirkulationsrubbning som följd. Det kan till exempel handla om  strypning av luftstrupen (leder till syrebrist) eller tarmvred (leder till förhindrad transport av tarminnehåll).
Vid tillsnörning av halsen med pressas luftvägarna och de stora blodkärlen på halsen samman, genom ett på halsens yttre delar verkande mekaniskt våld. Även kvävning (också i samband med hängning eller drunkning) är en form av strangulation.